# Chiesa cattolica nelle Fær Øer

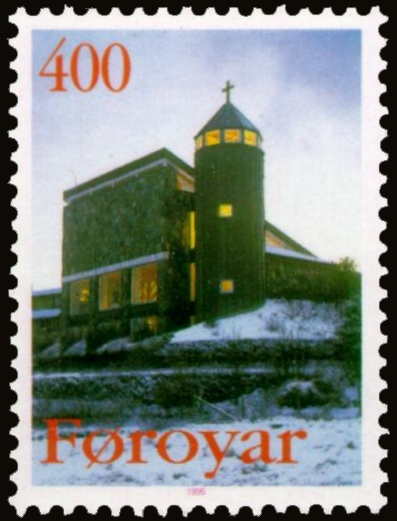
La chiesa di Santa Maria a Tórshavn

La presenza cristiana nelle Fær Øer risale all'anno 999 circa, quando il re di Norvegia Olaf Trygvason mandò Sigmundur Brestisson con alcuni sacerdoti nell'arcipelago in missione. Il primo vescovo delle Fær Øer fu ordinato nel 1111 e ci furono in tutto 34 vescovi, l'ultimo dei quali, Ámundur Ólavsson, morto nel 1538. La Chiesa cattolica, dopo un breve periodo nel XIX secolo, fece ritorno in pianta stabile nelle isole solo nel 1931, come parte della diocesi di Copenaghen.
Vi sono circa 120 cattolici nelle Fær Øer, di 23 nazionalità diverse. Il loro centro principale è la chiesa di Santa Maria a Tórshavn.

## La prima comunità cattolica

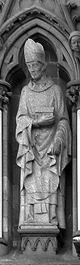
Il vescovo cattolico Erlend delle Fær Øer

Nel 999 il re di Norvegia Olaf Trygvason mandò il capo vichingo Sigmundur Brestisson con alcuni sacerdoti nell'arcipelago per battezzare il popolo ed istruirlo nella fede cristiana.
Nel 1110 le isole furono elevate a diocesi e l'anno seguente si insediò a Kirkjubøur il primo vescovo delle Fær Øer. Durante i successivi 400 anni risiedettero a Kirkjubøur 34 vescovi, l'ultimo dei quali, Ámundur Ólavsson, morto nel 1538.

## La Riforma protestante
Il re Cristiano III di Danimarca sospese il parlamento norvegese nel 1535 e la Norvegia fu annessa alla Danimarca, e di conseguenza anche le Fær Øer. Nel 1537 il re decretò che le chiese di Danimarca, Norvegia e Fær Øer dovevano essere riformate in linea con la dottrina luterana adottata nella Confessione di Augusta. Durante la Riforma nelle isole fu abolita la vecchia sede episcopale, l'ultimo vescovo cattolico fu costretto a dimettersi, il seminario venne chiuso e tutte le terre della chiesa nell'arcipelago (circa il 40% del totale) furono confiscate dalla corona. La lingua ufficiale della chiesa divenne il danese.

## Il XIX secolo: l'intermezzo bavarese
Dopo l'introduzione della libertà religiosa con la prima Costituzione danese nel 1849, ci fu un tentativo di riportare il cattolicesimo nelle Fær Øer. Nel 1855 le isole furono incluse nella prefettura apostolica del Polo Nord, e dal 1869 nel vicariato apostolico di Danimarca (oggi diocesi di Copenaghen).
Nel 1857 arrivarono nell'arcipelago sulla nave "Fortuna" un sacerdote bavarese, padre Georg Bauer, insieme ad un sacerdote italiano, don Luigi Mussa. Nel 1859 padre Bauer intraprese la costruzione di una chiesa a Rættará, presso Tórshavn; la cappella fu completata nel giugno dello stesso anno ed alla prima messa parteciparono una settantina di persone e pochi giorni dopo vi fu la prima cresima in quel nuovo tempio.
Padre Bauer spese i dodici anni successivi a Tórshavn e parecchi faroesi entrarono a far parte della Chiesa cattolica. Quando lasciò le isole nel 1872, dei sacerdoti continuarono a visitare le Fær Øer sino al 1894, quando rimaneva solo un'anziana fedele cattolica a Hvítanes: nella sua cappella privata officiava la messa un sacerdote proveniente da Copenaghen.

## Il XX secolo
Nel 1931 due giovani sacerdoti, E. G. Boekenogen e Thomas King, si impegnarono a ristabilire una congregazione cattolica nelle Fær Øer. Nello stesso anno, ad aprile, arrivarono le suore francescane, in risposta ad un appello lanciato dal cardinale Van Rossum per aiutare la popolazione delle isole Færøer. Nel corso degli anni avrebbero costruito una scuola, un asilo nido e una scuola materna, e servito le esigenze della piccola comunità cattolica, che poco a poco si sarebbe andata a formare.
Il 23 maggio 1931 fu consacrata una cappella in una casa data loro in affitto. Fra i primi a visitare questa chiesa vi furono degli anziani che in gioventù avevano frequentato la chiesa di padre Bauer.
La piccola chiesa di Bringsnagøta divenne presto troppo piccola e il 1º giugno 1933 fu consacrata la nuova chiesa di Santa Maria. Lo stesso giorno fu inaugurata anche la scuola di San Francesco, che loro stesse avevano costruito, progettata dall'architetto locale H. C. W. Tórgarð. Le suore francescane organizzarono un bazar annuale, utilizzando i proventi per finanziare la loro scuola e alleviare i bisogni dei poveri locali, e alcuni studenti furono presi come figli adottivi. Gli insegnanti che lavoravano lì utilizzavano la Lingua faroese, anche se le suore erano straniere e provenienti da tutta Europa: esse impararono la lingua faroese e la parlavano con un accento particolare, che non è mai scomparso.
Nel 1985 la scuola passò alla comunità di Tórshavn, poiché le suore erano troppo anziane per gestirla. Essa ha 350 studenti e trenta insegnanti. Nel 1987 fu inaugurato il nuovo edificio scolastico, ma il tipico edificio rosso della vecchia scuola è ricordato da generazioni di abitanti di Tórshavn, che qui sono stati istruiti.

## La chiesa di Santa Maria dal 1987

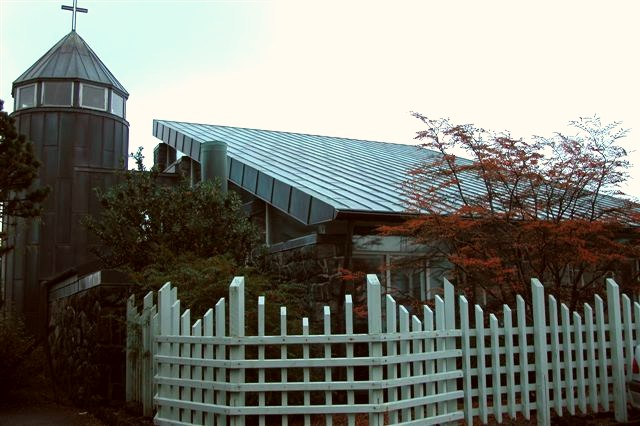
La chiesa di Santa Maria è situata nel parco di Tórshavn, l'unico bosco dell'arcipelago

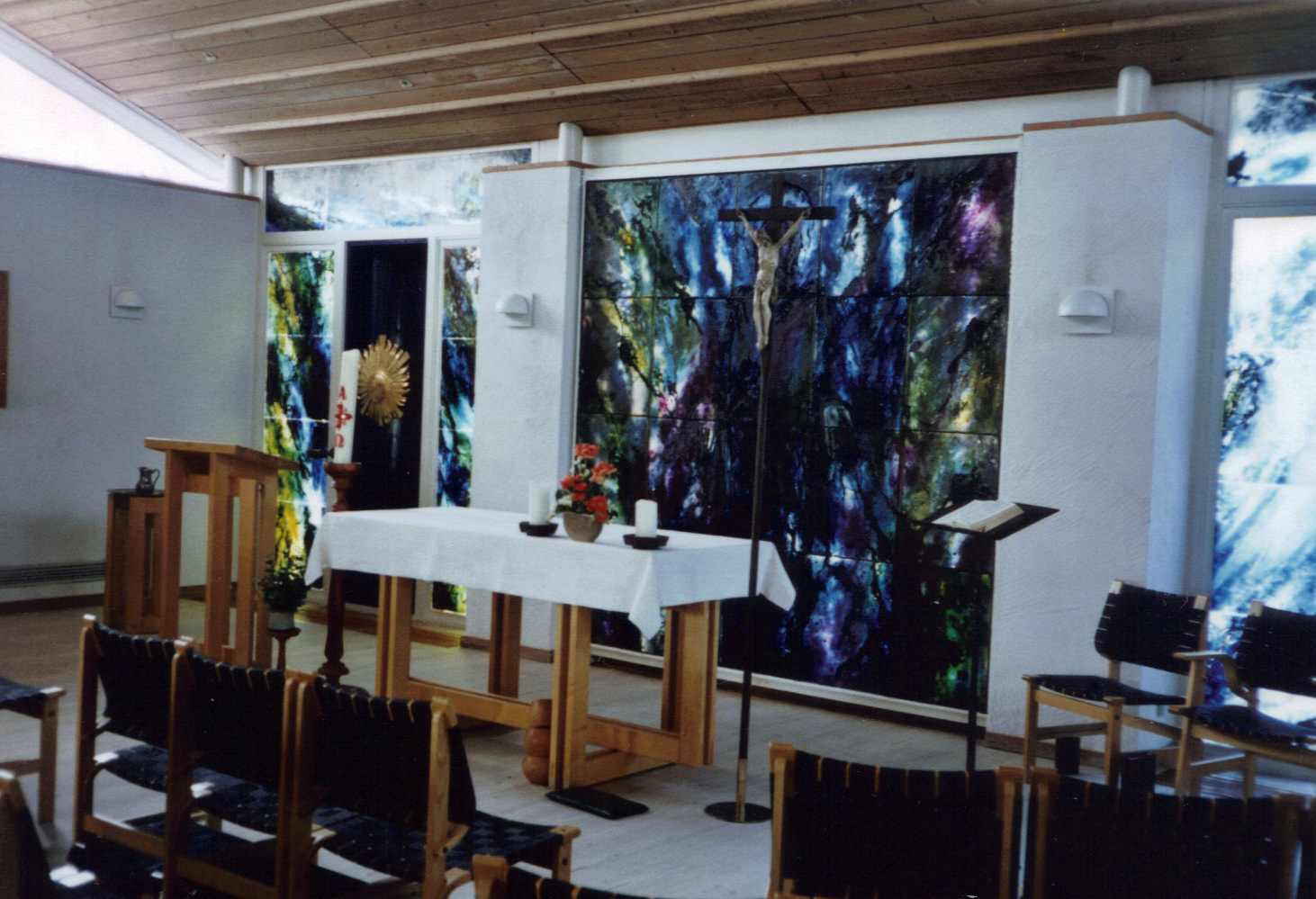
Chiesa di Santa Maria

L'attuale chiesa di Santa Maria è stata consacrata il 30 agosto 1987. Questa chiesa è anche la chiesa conventuale delle suore francescane. La comunità si raduna qui ogni domenica mattina per la messa.
Nel giardino che circonda la chiesa vi è una grande varietà di piante, molte delle quali provenienti da aree remote dell'Emisfero Australe con condizioni di innesto simili a quelle delle Fær Øer. Queste piante simboleggiano il posto della chiesa di Santa Maria nel Cattolicesimo mondiale.
Dei circa 130 cattolici di tutte le isole, almeno un terzo sono Faroesi: alcuni giovani parrocchiani appartengono alla quinta generazione di fedeli. Due di loro rappresentarono la Chiesa cattolica e le Fær Øer in occasione della visita di Papa Giovanni Paolo II in Danimarca nel 1989.